# Bryan Nauleau
Bryan Nauleau (* 17. März 1988 in Les Sables-d’Olonne) ist ein ehemaliger französischer Radrennfahrer, der auf Bahn und Straße aktiv war.

## Sportliche Laufbahn
2006 wurde Bryan Nauleau in Athen gemeinsam mit Vincent Dauga, Alexandre Lemair und Vivien Brisse Vize-Europameister der Junioren in der Mannschaftsverfolgung. In den Jahren 2009 und 2010 wurde er nationaler Meister in dieser Disziplin. 
2011 gewann er eine Etappe und das Rennen Boucles de la Marne sowie im Jahr darauf eine Etappe und die Gesamtwertung von Trois Jours de Cherbourg, 2013 entschied er erneut eine Etappe von Boules de la Marne für sich. 2014 startete er bei der Vuelta a España, die er nicht beendete, und belegte bei der Tour of Beijing Rang 14. Er beendete die Tour de France 2015 als 157. und die Vuelta a España 2016 als 146.
Während größere Erfolge auf der Straßen weitgehend ausblieben, wurde Nauleau 2015 gemeinsam mit Thomas Boudat, Julien Morice und Bryan Coquard ein drittes Mal französischer Meister in der Mannschaftsverfolgung.
Nach Ablauf der Saison 2019 beendete er seine Laufbahn.

## Erfolge
2006
- Junioren-Europameisterschaft – Mannschaftsverfolgung (mit Vincent Dauga, Alexandre Lemair und Vivien Brisse)

2009
- Französischer Meister – Mannschaftsverfolgung (mit Damien Gaudin, Jérôme Cousin und Angélo Tulik)

2010
- Französischer Meister – Mannschaftsverfolgung (mit Damien Gaudin, Benoît Daeninck und Julien Morice und Jérémie Souton)

2015
- Französischer Meister – Mannschaftsverfolgung (mit Thomas Boudat, Julien Morice und Bryan Coquard)

## Grand-Tour-Platzierungen
| Grand Tour            | 2014 | 2015 | 2016 | 2017 | 2018 | 2019 |
| --------------------- | ---- | ---- | ---- | ---- | ---- | ---- |
| Giro d’ItaliaGiro     | –    | –    | –    | –    | –    | –    |
| Tour de FranceTour    | –    | 157  | –    | –    | –    | –    |
| Vuelta a EspañaVuelta | DNF  | –    | 146  | –    | –    | –    |

## Teams
- 2011 Team Europcar (Stagiaire ab 9. August)
- 2012 Team Europcar (Stagiaire)
- 2013 Team Europcar
- 2014 Team Europcar
- 2015 Team Europcar
- 2016 Direct Énergie
- 2017 Direct Énergie
- 2018 Direct Énergie
- 2019 Direct Énergie / Total Direct Énergie